# アルサンジャーン郡
アルサンジャーン郡（ペルシア語: شهرستان ارسنجان）とは、イランのファールス州の郡である。郡中心市はアルサンジャーン。2016年当時の人口は42,725人、12,878世帯。